# Oben ohne (Fernsehserie)
Oben ohne ist eine österreichische Familienserie des ORF, die seit 2007 auf ORF 2 lief und deren vierte und finale Staffel 2011 gedreht wurde. Der Filmemacher Reinhard Schwabenitzky produzierte sie mit seiner Frau Elfi Eschke in der Hauptrolle.

## Inhalt
Im Mittelpunkt der Serie stehen die zwei ziemlich verschiedenen Familien Horrowitz und Schnabel, die den Versuch, sie aus dem Wohnhaus zu vertreiben, zu verhindern wissen. Sarah (Elfi Eschke) und Gustl Horrowitz (Andreas Steppan) lassen sich zu Beginn der Serie scheiden, leben allerdings aus erzieherischen und wirtschaftlichen Gründen weiter zusammen. Des Weiteren leben bei den Horrowitzens, die im ersten Stock wohnen, der studierende Sohn James (Philip Leenders) und Opa Willi (Heinz Reincke), der im Rollstuhl sitzt. Der Opa hält mehr zur Schwiegertochter als zu seinem Sohn.
Die Mieter im Erdgeschoß des heruntergekommenen Wohnhauses, die Schnabels, sind bekannt als „Grün-Schnabel“. Mutter Anna (Maria Köstlinger) ist alleinerziehend und führt im Haus einen Bioladen, in dem ihre pubertierende Tochter Judith (Nora Heschl) mithilft.
Kein Mieter, aber schon fast zum Haus gehörend ist der lustige und geschäftstüchtige Türke Seyfi Ülbül (Haydar Zorlu), der vor dem Haus in seinem Auto wohnt und Anna Schnabel gelegentlich hilft, zum Beispiel mit seinem eigenen Bio-Kebab, der Annas Angebot in ihrem Laden erweitert. Er hat sich in Sarah verliebt.
Weil der Hausbesitzer (der nie offiziell auftritt) auch die letzten Mieter loszuwerden versucht, hat er mit Otto Schratt (Ernst Konarek) einen ihm ergebenen, bösartigen Hausmeister auf die Mieter losgelassen. Der hat es jedoch mit den aufständischen Mietern nicht gerade leicht.

## Produktion und Ausstrahlung
Die erste Staffel mit sechs Folgen wurde 2006 in Salzburg gedreht und im Sommer 2007, montags um 20:15 Uhr auf ORF 2, ausgestrahlt. Im selben Jahr entstand die zweite Staffel mit weiteren sechs Folgen.
2008 wurde die dritte Staffel mit ebenfalls sechs Folgen gedreht. Ausgestrahlt wurde sie im August und September 2010, da 2009 die Serie Geld.Macht.Liebe auf dem Stammsendeplatz lief.
2009 sendete der ORF eine 90-minütige Weihnachts-Folge Du heilige Nacht, im Dezember 2010 wurde als weiteres Special Die türkische Braut gesendet.
Die Dreharbeiten zur vierten Staffel dauerten vom 22. Februar bis zum 1. April 2011. Diese Staffel besteht lediglich aus vier Folgen.

## Besetzung

### Hauptdarsteller
Nach der Reihenfolge des Einstiegs sortiert.
| Schauspieler          | Rollenname                | Staffel(n) | Folge(n) | Jahr(e)   |
| Elfi Eschke           | Sarah Horrowitz           | 1–4        | 01–24    | 2006–2011 |
| Andreas Steppan       | August „Gustl“ Horrowitz  | 1–4        | 01–24    | 2006–2011 |
| Philip Leenders       | James Horrowitz           | 1–4        | 01–24    | 2006–2011 |
| Heinz Reincke         | Willi Horrowitz           | 1–2        | 01–12    | 2006–2007 |
| Maria Köstlinger      | Anna Schnabel             | 1–4        | 01–24    | 2006–2011 |
| Nora Heschl           | Judith Schnabel           | 1–4        | 01–24    | 2006–2011 |
| Haydar Zorlu          | Seyfy Ülbül               | 1–4        | 01–24    | 2006–2011 |
| Martina Schwab        | Arabella Hürner           | 1–4        | 01–24    | 2006–2011 |
| Manfred Dungl         | Traugott Pimpf            | 1–4        | 01–24    | 2006–2011 |
| Gerhard Zemann        | Leutnant Alvin Zirmgiebel | 1–3        | 01–18    | 2006–2008 |
| Ernst Konarek         | Otto Schratt              | 1–4        | 01–24    | 2006–2011 |
| Bibiane Zeller        | Hilde Horrowitz           | 2–4        | 11–24    | 2007–2011 |
| Branko Samarovski     | Fridolin „Frido“ Pribil   | 3–4        | 13–24    | 2008–2011 |
| Heinrich Schafmeister | Udo Maulhart              | 3–4        | 14–24    | 2008–2011 |

### Nebendarsteller
Nach der Reihenfolge des Einstiegs sortiert.
| Schauspieler             | Rollenname           | Staffel(n) | Folge(n)  | Jahr(e)   |
| Ulrike Beimpold          | Renate Kilian        | 1–4        | ??–??     | 2006–2011 |
| Lucas Schwabenitzky      | David Killian        | 1–4        | 01–24     | 2006–2011 |
| Ina-Alice Kopp           | Magarita             | 1–4        | ??–??     | 2006–2011 |
| Fritz Egger              | Erwin Strunz         | 1–4        | ??−??     | 2006–2011 |
| Alexander Goebel         | Boris Weininger      | 1–3        | 05–13     | 2006–2008 |
| Gernot Pachernigg        | Gitarrist und Sänger | 2–?        | ??–??     | 2007–???? |
| Nadja Maleh              | Rosi Pimpf           | 2, 4       | 10–11, 19 | 2007      |
| Wolfram Berger           | Thomas Killian       | 2–4        | 12–24     | 2007–2011 |
| Helma Gautier            | Maria Leitner        | 3–?        | ??–??     | ????–???? |
| Johannes Silberschneider | Reginald Brüller     | 4          | 19–22     | 2011      |
| Fritz Hammel             | Kurti Hufnagl        | 4          | 19–22     | 2011      |
| Peter Fricke             | Siegfried Schmiege   | 4          | 19–22     | 2011      |
| Gerhard Liebmann         | Eddy Würger          | 4          | 19–22     | 2011      |
| Klaus Guth               | Jusuf                | 4          | 20–22     | 2011      |

## Charakterbeschreibungen
Sarah Horrowitz (Elfi Eschke)
Die Hausfrau, Mutter und ehemalige Lehrerin lässt sich schon in der ersten Folge scheiden, bleibt aber aus praktischen Gründen mit ihrem Exmann, dem gemeinsamen Sohn und dem Schwiegervater beisammen. Sie denkt laut und trägt das Herz auf der Zunge. Nachdem sie geschieden ist, bringt Sarah ihre männliche Begleitung auch manchmal mit in die Wohnung.
August „Gustl“ Horrowitz (Andreas Steppan)
Der Polizist und Exmann von Sarah ist ein missglückter Frauenheld: Das Problem ist, dass er von Vater, Sohn und Exgattin nicht für voll genommen wird. Deshalb sucht er den Kontakt zu anderen Frauen, obwohl es zwischen ihm und Sarah noch einen Rest von Gefühlen gibt. Diese erzeugen enorme Spannungen bei den Horrowitzens.
James Horrowitz (Philip Leenders)
Der Sohn von Sarah und Gustl, ewiger Jusstudent, musikalisch, Bandmusiker – hat sich in Judith Schnabel verliebt.
Willi Horrowitz (Heinz Reincke)
Der ehemalige Eisenbahner und Vater von Gustl sitzt im Rollstuhl. Ihm gefällt die direkte Art seiner Schwiegertochter. Der Norddeutsche hält deshalb oft zu Sarah.
Anna Schnabel (Maria Köstlinger)
Die Besitzerin eines Bioladens mit Namen „Grün-Schnabel“ ist allein erziehende Mutter. Sie überlegt manchmal, ob sie nicht doch ausziehen soll, wird aber von Sarah zum Bleiben überredet.
Judith Schnabel (Nora Heschl)
Annas Tochter ist musikalisch und in James verliebt.
Otto Schratt (Ernst Konarek)
Otto Schratt ist der Hausmeister und Handlanger des Hauseigentümers, der die Mieter schikaniert und hinauszuekeln versucht.

## Staffeln
- Staffel 1

1. Hochzeitstag
2. Leiche im Haus
3. Der Einbruch
4. Judith & James
5. Vater kommt
6. Gas im Haus

- Staffel 2

1. (7) Polizei im Bett
2. (8) Die Kündigung
3. (9) Gustls Quarantäne
4. (10) Der Herr der Insel
5. (11) Die lästige Witwe
6. (12) Der verlorene Sohn

- Staffel 3

1. (13) Abgeseilt
2. (14) Der neue Mann
3. (15) Vorstadt Blues
4. (16) Endstation Prellbock
5. (17) Die Horrorhilde
6. (18) Gustls Frauen

- Staffel 4

1. (19) Scheiden tut weh
2. (20) Familienbande
3. (21) Bettenrochade
4. (22) Der Würger

## Wissenswertes
- Da man seitens des ORF auf diese Serie vertraute, wurde, noch bevor die erste Staffel überhaupt lief, gleich die zweite in Auftrag gegeben.
- Den schlauen und sarkastischen Chef der Polizeiinspektion spielte Gerhard Zemann (1940–2010), besser bekannt als Gerichtsmediziner bei Kommissar Rex.
- Die ersten beiden Staffeln von Oben ohne waren die erfolgreichste Serie des ORF in den Jahren 2006 und 2007 und schlossen damit an die ebenfalls von Schwabenitzky produzierten Erfolgsserien Ein echter Wiener geht nicht unter, Büro Büro oder Kaisermühlen Blues an.

## DVD-Veröffentlichungen
- Am 30. November 2007 erschienen die ersten zwölf Folgen der Serie auf DVD.